# جيروم ماير
جيروم ماير (بالفرنسية: Jérôme Meyer)‏ هو متسلق صخور ‏ فرنسي، ولد في 31 مايو 1979 في لونس لو سونييه في فرنسا.

## وصلات خارجية
- جيروم ماير على موقع الاتحاد الدولي لرياضة التسلق (الإنجليزية)